# Diane Jones-Konihowski
Diane Jones-Konihowski, född 7 mars 1951, är en friidrottare från Kanada. Hon deltog vid olympiska sommarspelen 1972 och olympiska sommarspelen 1976.